# James Dewar
Sir James Dewar [džéjms djúar], FRS, škotski fizik in kemik, * 20. september 1842, Kincardine, Škotska, † 27. marec 1923, London, Anglija.
Dewar je verjetno najbolj znan po svojem izumu vakuumske posode, imenovane po njem, ki se rabi pri raziskovanju ukapljevinjenja plinov, ter v vsakdanji rabi, npr. za hranjenje kapljevinskega dušika ali vročih napitkov. Še posebej se je zanimal za atomsko in molekularno spektroskopijo.